# Karády Viktor
Karády Viktor vagy Victor Karady (Budapest, 1936. december 16. –) franciaországi magyar szociológus, társadalomtörténész, a Magyar Tudományos Akadémia külső tagja. Fő kutatási területe a 19–20. századi franciaországi és közép-európai oktatási intézmények szociálantropológiája, a magyarországi zsidóság társadalomtörténete és identitásmodelljeinek feltárása, valamint a 20. századi francia szociológiai iskola tudománytörténeti elemzése. Görög-Karády Veronika néprajzkutató, folklorista férje.

## Életútja
Az óbudai Árpád Gimnázium elvégzése után felsőfokú tanulmányait az Eötvös Loránd Tudományegyetem angol–magyar nyelv és irodalom szakán kezdte meg 1955-ben. 1956-ban elhagyta az országot, s előbb 1957–1958-ban a Bécsi Egyetemen hallgatott anglisztikát, germanisztikát és színháztörténetet, majd 1959 és 1965 között a párizsi Sorbonne-on végezte el a szociológia, anglisztika és demográfia szakokat.
1965-től három évig Raymond Aron asszisztenseként dolgozott a párizsi Nemzeti Tudományos Kutatóközpontban (Centre national de la recherche scientifique, CNRS), 1968-tól nyugdíjazásáig megszakítás nélkül az intézet tudományos kutatója volt. Ezzel párhuzamosan 1972-től a párizsi Sorbonne-on tanított szociológiát. 1978-tól a Pierre Bourdieu irányította Európai Szociológiai Központ (Centre de sociologie européenne) főmunkatársaként is tevékenykedett. 1979 és 1986 között a párizsi École des hautes études en sciences sociales (EHESS), 1980–1982-ben az Oxfordi Egyetem Wolfson College-ének oktatója volt. 1983-ban a CNRS kutatási igazgatójává nevezték ki, ezt a tisztséget 2003-as nyugdíjazásáig töltötte be.
1992-től a budapesti Közép-európai Egyetem történeti tanszékének meghívott professzora, 2004-től a Wesley János Lelkészképző Főiskola tudományos tanácsadója.

## Munkássága
Pályája első korszakában a francia szociológiai és kulturális antropológiai iskola múltjára és intézményesülésére vonatkozó tudománytörténeti kutatásokkal foglalkozott. Részletesen feltárta a tudományág nagy alakjainak életművét, és sajtó alá rendezte szociálantropológiai írásaik gyűjteményes kiadásait (Marcel Mauss, 1968–1974; Émile Durkheim, 1970, 1975; Maurice Halbwachs, 1972; Henri Hubert, 1985).
Később fő kutatási területe a történeti iskolaszociológia, azaz az oktatási intézmények koronként változó társadalmi szerepének vizsgálata lett. Tanulmányozta a francia felsőoktatási rendszer napóleoni reformját, a 19–20. századi francia elitképzés történeti szociológiáját, az 1948 előtti közép-európai és magyarországi közép- és felsőoktatás társadalmi funkciójában bekövetkező változásokat.
Az 1970-es évektől behatóan foglalkozik az európai és magyarországi zsidóság 18–20. századi történetével, oktatásszociológiai, demográfiai és asszimilációs folyamataival, identitásmodelljeivel (a magyar nyelv átvétele, vegyes házasság, névmagyarosítás stb.). Ezzel párhuzamosan a magyar középosztály 20. századi történetét és társadalmi szerepét is vizsgálja. 1994-ben elhangzott akadémiai székfoglalóját is e tárgykörben tartotta meg (Felekezet, rétegződés és mobilitás – Az egyenlőtlen modernizáció néhány kulcskérdése a magyar társadalomtörténetben).
Számos kötet és tanulmány szerzője vagy társszerzője, 1971 és 1985 között a Revue française de sociologie szerkesztőbizottsági tagja volt.

## Társasági tagságai és elismerései
1993-ban a Magyar Tudományos Akadémia külső tagjává választották, 2002-ben a Magyar Köztársasági Érdemrend középkeresztjét vehette át.
2007-ben elnyerte a Magyar Szociológiai Társaság Polányi Károly-díját. A hetvenötödik születésnapja alkalmából tartott háromnapos Zsidóság – tradicionalitás és modernitás című konferencia anyagából Biró Zsuzsanna Hanna és Nagy Péter Tibor szerkesztésében tanulmánykötet jelent meg.

## Főbb művei
- Titres, diplômes et carrières scientifiques universitaires dans la France du 19e siècle. Paris, Centre de sociologie de l’éducation et de la culture, 1977, 48 p.
- Enquête socio-historique sur l’élite universitaire littéraire (1810–1914). Paris, Centre de sociologie de l’éducation et de la culture, 1982, 103 p.
- Szociológiai kísérlet a magyar zsidóság 1945 és 1956 közötti helyzetének elemzésére. in: Zsidóság az 1945 utáni Magyarországon. Párizs, Magyar Füzetek, 1984, 37–180.
- Les universités françaises de Napoléon à la Deuxième Guerre Mondiale. in: Histoire des universités françaises. Réd. Jacques Verger. Toulouse, Privat, 1986, 261–365.
- Bildungswesen und Sozialstruktur in Mitteleuropa im 19. und 20. Jahrhundert. Köln, Böhlau, 1990, 290 p. (Wolfgang Mitterrel)
- Egy országos vonzáskörű szegedi főiskola, a Polgári Iskolai Tanárképző diplomásai, 1928–1950. Szeged, Móra Ferenc Múzeum, 1990, 128 p. (Valter Csillával)
- A social and economic history of Central European Jewry; szerk. Yehuda Don, Victor Karady; Transaction, New Brunswick–London, 1990
- Beyond assimilation: dilemmas of Jewish identity in contemporary Hungary; Collegium Budapest Institute for Advanced Study, Bp., 1995 (Discussion papers Collegium Budapest Institute for Advanced Study)
- Felekezet, rétegződés és mobilitás: az egyenlőtlen modernizáció néhány kulcskérdése a magyar társadalomtörténetben. Akadémiai székfoglaló. 1994. december 7; Akadémiai, Bp., 1997 (Értekezések, emlékezések)
- Iskolarendszer és felekezeti egyenlőtlenségek Magyarországon, 1867–1945: Történeti-szociológiai tanulmányok. Budapest, Replika Kör, 1997, 272 p.
- Zsidóság, polgárosodás, asszimiláció: Tanulmányok. Budapest, Cserépfalvi, 1997, 324 p. = Kontextus Könyvek.
- Felekezet, rétegződés és mobilitás: az egyenlőtlen modernizáció néhány kulcskérdése a magyar társadalomtörténetben. Akadémiai székfoglaló. 1994. december 7.; Akadémiai, Bp., 1997 (Értekezések, emlékezések)
- Juden in Ungarn: Historische Identitätsmuster und Identitätsstrategien. Leipzig, Simon-Dubnow-Institut, 1998, 40 p.
- Gewalterfahrung und Utopie: Juden in der europäischen Moderne. Frankfurt am Main, Fischer Taschenbuch, 1999, 303 p. = Europäische Geschichte.
- L'enseignement des élites en Europe Centrale, 19-20e siècles; szerk. Victor Karady, Mariusz Kulczykowski; Księgarnia Akademicka, Cracovie, 1999
- Zsidóság és társadalmi egyenlőtlenségek, 1876–1945: Történeti-szociológiai tanulmányok. Budapest, Replika Kör, 2000, 309 p. = Replika Könyvek
- Zsidóság Európában a modern korban: Társadalomtörténeti vázlat. Budapest, Új Mandátum, 2000, 503 p. = Nagyítás
Angolul: The Jews of Europe in the modern era: A socio-historical outline. Budapest–New York, CEU Press, 2004, 474 p.
- Önazonosítás, sorsválasztás: A zsidó csoportazonosság történelmi alakváltozásai Magyarországon. Budapest, Új Mandátum, 2001, 304 p. = Nagyítás
- Túlélők és újrakezdők: Fejezetek a magyar zsidóság szociológiájából 1945 után. Budapest, Múlt és Jövő, 2002, 281 p.
- Név és nemzet: Családnév-változtatás, névpolitika és nemzetiségi erőviszonyok Magyarországon a feudalizmustól a kommunizmusig. Budapest, Osiris, 2002, 378 p. (Kozma Istvánnal)
- Victor Karady–Nagy Péter Tibor: Educational inequalities and denominations – database for Transdanubia, 1910, 1-2.; OI, Bp., 2003
- The Jews of Europe in the modern era. A socio-historical outline; angolra ford. Tim Wilkinson; CEU Press, Bp.–New York, 2004
- Victor Karady–Lucian Nastasă: The University of Kolozsvár/Cluj and the students of the Medical Faculty, 1872–1918; Central European University–Ethnocultural Diversity Resource Center, Bp.–Cluj, 2004
- Karády Viktor–Nagy Péter Tibor: Educational inequalities and denominations, 1910; John Wesley Publisher, Bp., 2004–
- A Francia Egyetem Napóleontól Vichyig; Felsőoktatási Kutatóintézet–Új Mandátum, Bp., 2005 (Társadalom és oktatás)
- Cultural dimensions of elite formation in Transylvania, 1770–1950; szerk. Karády Viktor, Török Borbála Zsuzsanna; EDRC Foundation, Cluj-Napoca, 2008 (Diversitate etnoculturală în România)
- Allogén elitek a modern magyar nemzetállamban. Történelmi-szociológiai tanulmányok; WJLF–Wesley Egyház- és Vallásszociológiai Kutatóközpont Bp., 2012 (Szociológiai dolgozatok)
- Ethnic and denominational inequalities and conflicts in elites and elite training in modern Central-Europe; WJLF–Wesley Egyház- és Vallásszociológiai Kutatóközpont, Bp., 2012 (Szociológiai dolgozatok)
- Karády Viktor–Nagy Péter Tibor: Iskolázás, értelmiség és tudomány a 19-20. századi Magyarországon; WJLF–Wesley Egyház- és Vallásszociológiai Kutatóközpont, Bp., 2012 (Szociológiai dolgozatok)
- The numerus clausus in Hungary. Studies on the first anti-Jewish law and academic anti-semitism in modern Central Europe; szerk. Karády Viktor, Nagy Péter Tibor; Pasts Inc., Centre for Historical Research–History Department of the CEU, Bp., 2012 (Research reports on Central European history)
- Karády Viktor–Nagy Péter Tibor: Sociology in Hungary. A social, political and institutional history; Palgrave Macmillan, 2019 (Palgrave pivot)

## További irodalom
- Karády Viktor honlapja, karadyviktor.uni.hu
- Karády Viktor adatlapja a Wesley János Lelkészképző Főiskola honlapján, wesley.hu
- A magyarországi antiszemitizmus: kísérlet egy történeti kérdéskör megközelítésére, epa.oszk.hu
- Zsidóság. Tradicionalitás és modernitás. Tisztelgő kötet Karády Viktor 75. születésnapja alkalmából; szerk. Biró Zsuzsanna Hanna, Nagy Péter Tibor; WJLF, Bp., 2012 (Wesley jubileumi kötetek)